# 常青 (建筑学家)
常青（1957年8月—），中国建筑学家，同济大学建筑与城市规划学院教授、中国科学院院士。他长期从事建筑历史与理论研究，发展了“历史环境再生”学科方向，并主持建立了中国首个“历史建筑保护工程”专业。
常青于1978年考入西安冶金建筑学院，1982年获建筑系学士学位。后进入中国科学院研究生院深造，学习自然科学史，1987年获硕士学位。同年入读东南大学建筑研究所，师从知名建筑史理论学家郭湖生教授，1991年获建筑历史与理论博士学位。1991年起长期任教于同济大学，并于2003年至2014年间出任建筑系系主任。2015年当选中国科学院技术科学部院士。